# Roberto Cimpanelli
Roberto Cimpanelli ist ein italienischer Filmproduzent und Filmregisseur.
Cimpanelli trat im Filmbereich erstmals 1985 als Produzent in Erscheinung; 1994 finanzierte er Paolo Virzis La bella vita. Zwei Jahre später debütierte er als Regisseur der gelobten Komödie Un inverno freddo freddo, wofür er das Nastro d’Argento der italienischen Filmjournalisten erhielt.
2006 folgte mit Baciami piccina sein zweiter Film, mit dem er mehrere Preise gewann.

## Filmografie
- 1994: La bella vita (Produzent)
- 1996: Un inverno fredo freddo (Regisseur, Drehbuchautor, Produzent)
- 2006: Baciami piccina